# Карт Віктор Еммануїлович
Віктор Еммануїлович Карт (19 червня 1929, Бердичів  — 25 липня 2024 року, Ганновер) — радянський шахіст та український шаховий тренер, двічі чемпіон Львова (1953, 1958), двічі чемпіон ДСТ «Авангард» (1958 — випередив Штейна, 1961), заслужений тренер СРСР (1973), засновник львівської шахової школи.

## Біографія
Народився у Бердичеві. У сім років батько, військовий лікар, подарував Вікторові шахи. З четвертого класу він почав брати участь у шкільних шахових змаганнях. Після сьомого класу почав працювати на заводі слюсарем. Згодом переїхав до Житомира, де став чемпіоном міста серед школярів.
1948 року вступив на історичний факультет Львівського університету. По закінченні університету Карту запропонували роботу вчителя у школі невеличкого містечка Бібрка Львівської області, згодом Карт обіймав посаду завуча семирічної школи у селі Муроване. Згодом Віктор переїхав до Львова, де звільнилось місце у спортивному товаристві «Авангард» та місце керівника шахового гуртка у міському Палаці піонерів. З 1950-х очолив збірну області, яка виступала на чемпіонаті України.
Виховав у Львові низку гросмейстерів:
- Олександр. Бєлявський — чемпіон світу серед юнаків, чотириразовий чемпіон СРСР, претендент на звання чемпіона світу, неодноразовий переможець Всесвітніх шахових Олімпіад, командних Чемпіонату Світу та Європи;
- Олег Романишин;
- Адріан Михальчишин;
- Марта Літинська — чемпіонка СРСР, претендентка на звання чемпіонки світу[6].

Працював тренером збірної команди УРСР, ДСТ «Авангард» та «Труд». Під його керівництвом збірна України перемогла на 7-й Спартакіаді народів СРСР (1979) та чемпіонаті СРСР (1984). За досягнення у сфері шахів нагороджений орденом «Знак Пошани» (1981).
Виховав двох доньок. 2001 року переїхав жити до Німеччини біля міста Ганновер, де працював тренером у місцевому шаховому клубі «Маккабі».
Помер 25 липня 2024 року в лікарні Ганновера від запалення легень у віці 95 років.

## Суддя
Багаторазово був шаховим суддею. Зокрема на Міжнародному юнацькому турнірі 1961 року у Львові.